# レジャー産業
レジャー産業（レジャーさんぎょう、英語: Leisure industry）は、レクリエーション（Recreation）、エンターテイメント（Entertainmens）、スポーツ（Sports）、および観光旅行(Tourism）－英語の頭文字ではREST（すなわち余暇)－にかかわる財やサービス（それに付随する諸活動を含む）に焦点をあてた産業分野である。

## 概要
レジャー産業部門は、アメリカ合衆国ではニューヨーク州のコーネル大学ホテル経営大学校、フロリダ州のウェバー国際大学、ないしカリフォルニア州のサンノゼ州立大学等におけるホスピタリティ（もてなし）、レクリエーション、スポーツの管理経営でみられるように、学位の取得やそこに焦点を置いた訓練が必要とするまでに発達してきた 。オランダでも、NHTVブレダ応用科学大学とステンデン応用科学大学の2大学がレジャーの学位を授けている。両大学では、レジャー管理部門の学位に対して、国際的には"bachelor"（文学士）として認定している。